# Pole bitowe
Pole bitowe – konstrukcja w języku C oraz C++, deklarująca zmienną składową struktury lub klasy jako zmienną typu całkowitoliczbowego, zajmującą określoną liczbę bitów. Wartość wyrażenia określającego długość pola musi być znana w momencie kompilacji. Pola bitowe można zastosować w celu optymalizacji (zmniejszenia) zajętości pamięci. Należy jednak mieć na uwadze fakt, że czas dostępu do pola bitowego jest dłuższy od czasu dostępu do zmiennej całkowitej. Podstawowym zastosowaniem pól bitowych jest obsługa urządzeń zewnętrznych dostępnych przez porty wejścia/wyjścia lub przez określony obszar pamięci.

## Składnia definicji pola bitowego
- Pole bitowe może być jakiegokolwiek typu całkowitego, a więc znakowe, short, int, long – w obu wariantach: signed albo unsigned – może być także logiczne, a nawet wyliczeniowe.
- Następnie umieszcza się nazwę tego pola.
- Za nim dwukropek i liczbę określającą na ilu bitach ma być przechowywana w tym polu informacja.

## Przykład
W poniższym przykładzie struktura Data definiuje trzy pola bitowe:
- pole m_dzienTygodnia pozwala przechowywać liczby o wartościach od 0 do 7, ponieważ tylko te można zapisać na trzech bitach.
- pole m_dzienMiesiaca pozwala przechowywać liczby o wartościach od 0 do 31,
- pole m_miesiac pozwala przechować liczby od 0 do 15.

```
struct
 
Data

{

    
unsigned
 
short
 
m_dzienTygodnia
:
3
;

    
unsigned
 
short
 
m_dzienMiesiaca
:
5
;

    
unsigned
 
short
 
m_miesiac
:
4
;

};

```